# Puan (película de 2023)
Puan es una película de comedia argentina de 2023 escrita y dirigida por María Alché y Benjamín Naishtat. Narra la historia de Marcelo Pena, un profesor de filosofía que se le presenta la oportunidad de concursar por la titularidad de la cátedra Filosofía política en la UBA hasta que aparece un antiguo compañero recién llegado de Alemania en busca del mismo objetivo. Está protagonizada por Marcelo Subiotto acompañado por un elenco coral conformado por Leonardo Sbaraglia, Julieta Zylberberg, Alejandra Flechner, Cristina Banegas, Mara Bestelli, Gaspar Offenhenden, Juan Luppi, Damián Dreizik y Camila Peralta.
La cinta fue seleccionada para competir en la sección oficial por la Concha de Oro a la mejor película en la 71° edición del Festival de San Sebastián, siendo exhibida mundialmente por primera vez el 26 de septiembre de 2023, mientras que su estreno comercial en las salas de cines de Argentina fue el 5 de octubre de ese mismo año. Puan fue nominada a los Premios Goya como mejor película iberoamericana.

## Sinopsis
Marcelo Pena ha dedicado su vida a la enseñanza en la Facultad de Filosofía de la Universidad de Buenos Aires. Cuando su mentor, el profesor Eduardo Caselli, fallece inesperadamente, Marcelo supone que heredará la cátedra vacante. Lo que no sospecha es que Rafael Sujarchuk, un carismático y atractivo colega, volverá de su pedestal en las universidades europeas para disputarle la misma cátedra. Los torpes esfuerzos de Marcelo por demostrar que es el mejor candidato desencadenan un divertido duelo filosófico mientras su vida y el país descienden hacia el caos.

## Reparto
- Marcelo Subiotto como Marcelo Pena
- Leonardo Sbaraglia como Rafael Sujarchuk
- Julieta Zylberberg como Jazmín Lutzky
- Alejandra Flechner como Doris Caselli
- Cristina Banegas como la decana Beatriz
- Mara Bestelli como Vicky Pena
- Gaspar Offenhenden como Manolo Pena
- Juan Luppi como Lucas
- Damián Dreizik como Ariel
- Camila Peralta como Ivana
- Zulema Galperín como Amelia
- Liliana Juárez como Luisa
- Claudia Cantero como Daniela Furman
- Erika Andia como Isabel Choquehuanca
- Héctor Bidonde como Mario Pena
- Luis Ziembrowski como el comisario Adrián Pedrón
- Andrea Frigerio como Silvia
- Lali Espósito como Vera Motta
- Teresa Calandra como Amanda Longo

## Premios y nominaciones
| Premio/Festival de Cine                | Fecha del evento               | Categoría                          | Nominado                        | Resultado | Ref.        |
| -------------------------------------- | ------------------------------ | ---------------------------------- | ------------------------------- | --------- | ----------- |
| Festival de San Sebastián              | 22 al 30 de septiembre de 2023 | Mejor película                     | Puan                            | Ganador   | [ 2 ] [ 7 ] |
| Premios Goya                           | 10 de febrero de 2024          | Mejor película iberoamericana      | Puan                            | Nominado  | [ 3 ]       |
| Premios Sur                            | 26 de agosto de 2024           | Mejor película                     | Puan                            | Nominado  | [ 8 ] [ 9 ] |
| Premios Sur                            | 26 de agosto de 2024           | Mejor dirección                    | María Alché y Benjamín Naishtat | Nominados | [ 8 ] [ 9 ] |
| Premios Sur                            | 26 de agosto de 2024           | Mejor actor                        | Marcelo Subiotto                | Ganador   | [ 8 ] [ 9 ] |
| Premios Sur                            | 26 de agosto de 2024           | Mejor actor de reparto             | Leonardo Sbaraglia              | Ganador   | [ 8 ] [ 9 ] |
| Premios Sur                            | 26 de agosto de 2024           | Mejor actriz revelación            | Camila Peralta                  | Nominada  | [ 8 ] [ 9 ] |
| Premios Sur                            | 26 de agosto de 2024           | Mejor guion original               | María Alché y Benjamín Naishtat | Nominados | [ 8 ] [ 9 ] |
| Premios Sur                            | 26 de agosto de 2024           | Mejor música original              | Santiago Dolan                  | Ganador   | [ 8 ] [ 9 ] |
| Premios Martín Fierro de Cine y Series | 21 de octubre de 2024          | Mejor película de cine             | Puan                            | Ganador   | [ 10 ]      |
| Premios Martín Fierro de Cine y Series | 21 de octubre de 2024          | Mejor dirección                    | María Alché y Benjamín Naishtat | Ganadores | [ 10 ]      |
| Premios Martín Fierro de Cine y Series | 21 de octubre de 2024          | Mejor actor de comedia             | Marcelo Subiotto                | Ganador   | [ 10 ]      |
| Premios Martín Fierro de Cine y Series | 21 de octubre de 2024          | Mejor actriz de reparto de comedia | Alejandra Flechner              | Ganadora  | [ 10 ]      |
| Premios Martín Fierro de Cine y Series | 21 de octubre de 2024          | Mejor actor de reparto de comedia  | Leonardo Sbaraglia              | Ganador   | [ 10 ]      |
| Premios Martín Fierro de Cine y Series | 21 de octubre de 2024          | Mejor actriz revelación            | Camila Peralta                  | Nominada  | [ 10 ]      |
| Premios Martín Fierro de Cine y Series | 21 de octubre de 2024          | Mejor guion                        | María Alché y Benjamín Naishtat | Ganadores | [ 10 ]      |
| Premios Martín Fierro de Cine y Series | 21 de octubre de 2024          | Mejor dirección de arte            | Julieta Dolinsky                | Nominada  | [ 10 ]      |
| Premios Martín Fierro de Cine y Series | 21 de octubre de 2024          | Mejor edición                      | Lívia Serpa                     | Nominada  | [ 10 ]      |
| Premios Martín Fierro de Cine y Series | 21 de octubre de 2024          | Mejor diseño de vestuario          | Mariana Seropian                | Nominado  | [ 10 ]      |
| Premios Martín Fierro de Cine y Series | 21 de octubre de 2024          | Mejor maquillaje                   | Marisa Amenta                   | Nominada  | [ 10 ]      |
| Premios Martín Fierro de Cine y Series | 21 de octubre de 2024          | Mejor sonido                       | Fernando Ribero                 | Nominado  | [ 10 ]      |
| Premios Martín Fierro de Cine y Series | 21 de octubre de 2024          | Mejor música original              | Santiago Dolan                  | Ganador   | [ 10 ]      |
| Premios Cóndor de Plata                | 20 de febrero de 2025          | Mejor película                     | Puan                            | Nominado  | [ 11 ]      |
| Premios Cóndor de Plata                | 20 de febrero de 2025          | Mejor dirección                    | Benjamín Naishtat y María Alché | Nominados | [ 11 ]      |
| Premios Cóndor de Plata                | 20 de febrero de 2025          | Mejor actor                        | Marcelo Subiotto                | Ganador   | [ 11 ]      |
| Premios Cóndor de Plata                | 20 de febrero de 2025          | Mejor actriz de reparto            | Alejandra Flechner              | Nominada  | [ 11 ]      |
| Premios Cóndor de Plata                | 20 de febrero de 2025          | Mejor actor de reparto             | Leonardo Sbaraglia              | Ganador   | [ 11 ]      |
| Premios Cóndor de Plata                | 20 de febrero de 2025          | Mejor guion original               | Benjamín Naishtat y María Alché | Nominados | [ 11 ]      |
| Premios Cóndor de Plata                | 20 de febrero de 2025          | Mejor dirección de arte            | Julieta Dolinsky                | Nominada  | [ 11 ]      |
| Premios Cóndor de Plata                | 20 de febrero de 2025          | Mejor música original              | Santiago Dolan                  | Nominado  | [ 11 ]      |
| Premios Cóndor de Plata                | 20 de febrero de 2025          | Mejor dirección de casting         | Katia Szechtman y Mariana Mitre | Ganadoras | [ 11 ]      |